# 奥尔比约河畔吕克
奧爾比約河畔吕克（法語：Luc-sur-Orbieu，法語發音：[lyk syʁ ɔʁbjø] ⓘ）是法国奥德省的一个市镇，属于纳博讷区。

## 地理
奥尔比约河畔吕克（43°10'36"N, 2°47'9"E）面积9.88 平方千米，位于法国奧克西塔尼大區奥德省，该省份为法国南部沿海省份，北起塔恩省，西北接上加龙省，西接阿列日省，南至东比利牛斯省，东临地中海，东北与埃罗省接壤。
与奥尔比约河畔吕克接壤的市镇（或旧市镇、城区）包括：布特纳克、克吕斯卡德、莱济尼昂科比耶尔、奥尔奈松。

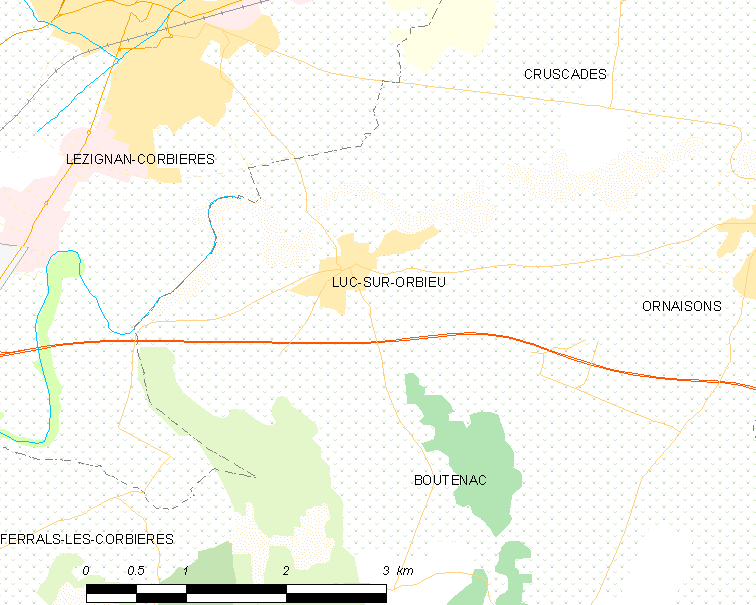
奥尔比约河畔吕克的OSM定位图

奥尔比约河畔吕克的时区为UTC+01:00、UTC+02:00（夏令时）。

## 行政
奥尔比约河畔吕克的邮政编码为11200，INSEE市镇编码为11210。

## 政治
奥尔比约河畔吕克所属的省级选区为莱科比耶尔县。

## 人口

1962-2008年间奥尔比约河畔吕克人口变化图示

奥尔比约河畔吕克于2022年1月1日时的人口数量为1159人。